# Gandom Zār
Gandom Zār (persiska: گندم زار, گندمزار) är en ort i Iran.   Den ligger i provinsen Bushehr, i den södra delen av landet, 900 km söder om huvudstaden Teheran. Gandom Zār ligger 464 meter över havet och antalet invånare är 359.
Terrängen runt Gandom Zār är huvudsakligen kuperad, men åt nordväst är den platt.Runt Gandom Zār är det ganska glesbefolkat, med 31 invånare per kvadratkilometer. Närmaste större samhälle är Banak, 17,6 km sydväst om Gandom Zār. Omgivningarna runt Gandom Zār är i huvudsak ett öppet busklandskap.